# Aérodrome de Bourg - Ceyzériat
L’aérodrome de Bourg-en-Bresse ou aérodrome "Terre des hommes" (code OACI : LFHS) est un aérodrome civil, ouvert à la circulation aérienne publique (CAP), situé sur la commune de Jasseron à 5 km à l’est de Bourg-en-Bresse dans l’Ain (région Auvergne-Rhône-Alpes, France).
Il est utilisé pour la pratique d’activités de loisirs et de tourisme (aviation légère, hélicoptère et aéromodélisme).

## Installations
L’aérodrome dispose de deux pistes orientées sud-nord (18/36) :
- une piste bitumée longue de 1 139 mètres et large de 30. Elle est dotée :
  - d’un balisage diurne et nocturne (feux basse intensité),
  - d’un indicateur de plan d’approche (PAPI) pour chaque sens d’atterrissage ;
- une piste en herbe longue de 735 mètres et large de 80m, accolée à la première.

L’aérodrome n’est pas contrôlé. Les communications s’effectuent en auto-information sur la fréquence de 118,455 MHz. Il est agréé pour le vol à vue (VFR) de nuit.
S’y ajoutent :
- une aire de stationnement ;
- des hangars ;
- une station d’avitaillement en carburant Avgas (100 LL) ; et Avgas UL 91.
- un restaurant : le 14 BIS (restaurant brésilien) [2].

## Activités
- Le Groupe de Coordination G-CO: www.aerodrome-bourg-en-bresse.net
- aeroaltrenative ULM
- Aéroclub de Bourg-en-Bresse
- Bresse Voltige
- Héli-club de l’Ain
- Centre de vol à voile Bressan